# Elias Benedicti Hval
Elias Benedicti Hval, född 1620, död 29 juli 1672 i Linderås församling, Jönköpings län, var en svensk präst.

## Biografi
Elias Hval föddes 1620. Han blev 1641 student vid Uppsala universitet, där tog han ingen promotion utan avlade istället ett prov. Hval blev krigspräst och 1646 rektor vid Söderköpings trivialskola. År 1650 blev han kyrkoherde i Linderås församling. Hval avled 1672 i Linderås församling.

### Familj
Hval gifte sig med Elisabeth Zachrisdotter Brythzenia. De fick tillsammans barnen landssekreteraren Benedictus Hval i Åbo, Margareta Hval som var gift med kyrkoherden Israel Torpadius i Torpa församling, kyrkoherden Nicolaus Petri Reftelius i Torpa församling och Bartholomeus Kuse i Torpa församling och kyrkoherden Elisaeus Hval i Hults församling.